# サラ・ハンター
サラ・ハンター（Sarah Hunter、1985年9月19日 - ）は、イングランドの女子ラグビー選手。

## プロフィール
- イングランド・ニューカッスル・アポン・タイン出身[1]。
- ポジションはナンバーエイト(No.8)。
- 身長 177cm、体重 80kg
- 2010年W杯・2014年W杯のイングランド代表に選ばれた[2]。

## 略歴
2017年、2017年W杯のイングランド代表主将を務めた。

## 受賞歴
- ワールドラグビー女子15人制年間最優秀選手賞:2016年[3]